# Federaal parket
Het federaal parket is in België een parket waarvan de bevoegdheid zich uitstrekt over het hele Belgische grondgebied. Het federaal parket bestaat uit federale magistraten en wordt geleid door een federale procureur. Sinds 1 april 2024 bekleedt Ann Fransen de functie van federale procureur; ze werd daarmee de opvolger van Frédéric Van Leeuw. 
Het federaal parket werd op 01 mei 2002 opgericht (onder impuls van het Octopusakkoord) om efficiënter te kunnen optreden tegen misdrijven die de plaatselijke gebiedsomschrijvingen overstijgen, zoals mensenhandel, terrorisme, georganiseerde misdaad of witwaspraktijken. In de andere (lokale) parketten van België heeft de procureur des Konings namelijk een territoriaal omschreven bevoegdheid: hij is enkel bevoegd in zijn gerechtelijk arrondissement. De werking van het federaal parket wordt geregeld in de art. 144bis en verder van het Gerechtelijk Wetboek.

## Opdrachten
Het federale parket heeft vier hoofdopdrachten:
- strafvordering uitoefenen over het hele grondgebied van het land, door enerzijds een limitatieve lijst van misdrijven op te sommen (zoals misdrijven m.b.t. de veiligheid van de staat, diefstal van kernmateriaal) en door anderzijds kwalitatieve criteria te formuleren (bv. misdrijven die een ideologische of politieke grondslag hebben, terroristische misdrijven), alsook misdrijven die in zekere mate rechtsgebieden overschrijden of een internationale dimensie hebben
- zorgen voor de coördinatie van de strafvordering door de gewone parketmagistraten
- het faciliteren van internationale samenwerking
- toezicht uitoefenen op de algemene en bijzondere werking van de federale politie

Bovendien kan, in uitzonderlijke gevallen en na overleg, het federale parket een dossier overnemen van het lokale parket, teneinde de coördinatie te verbeteren. Een voorbeeld hiervan is "Operatie Kelk".

## Opmerkelijke zaken
Hier vindt u een lijst van opmerkelijke zaken waarbij het federaal parket betrokken was in het onderzoek of de strafvordering.

### 2011
- Operatie Kelk: in maart 2011 nam het federaal parket het onderzoek naar seksueel misbruik in de Kerk over.

### 2013
- In het onderzoek naar de kaping van de Pompeï in 2009 werd piratenkoning Mohamed Abdi Hassan, ook wel gekend als “Afweyne”, naar België gelokt met een fictief filmproject. Abdi Hassan en zijn vertrouweling Mohamed Moalin-Aden werden na aankomst in België gearresteerd en veroordeeld tot respectievelijk 20 en 10 jaar cel voor hun aandeel in de kaping.[4]

### 2017
- Operatie Propere Handen: een onderzoek naar witwaspraktijken, omkoping en matchfixing in het Belgisch voetbal. Het onderzoek werd ook Operatie Zero genoemd.

### 2018
- Operatie Strike: een onderzoek dat geopend werd in oktober 2018 naar grootschalige oplichting bij het overkopen van tweedehandswagens door criminele bendes. In de zaak werden in mei 2019 een 200-tal huiszoekingen gelijktijdig uitgevoerd door ongeveer 1.200 politieagenten, wat neerkwam op de grootste politieactie in 20 jaar tijd. Later werden nog meer huiszoekingen uitgevoerd. Ook werden tientallen verdachten aangehouden, waaronder enkele politieagenten, een notaris en een loketbediende van de DIV. Eind mei 2019 schatte het federaal parket dat er in totaal een duizendtal slachtoffers waren en dat de bende in totaal 6,5 miljoen euro buitmaakte. Begin juni 2019 werden nog eens een aantal huiszoekingen uitgevoerd en werd ook een bankdirectrice in verdenking gesteld. Daarmee kwam het aantal in verdenking gestelde personen op 42 te staan (waarvan er 33 aangehouden waren).[5][6][7][8]

### 2021
- Zoektocht naar Jürgen Conings: in mei 2021 stelde het federaal een parket een onderzoek naar "moordpoging en verboden wapenbezit in een terroristische context".[9]